# Marcello Manni
Marcello Manni (* 1899 in Florenz; † 1955) war ein italienischer Journalist und einer der Texter der faschistischen Hymne Giovinezza.

## Leben
Marcello Manni gehörte in jungen Jahren der italienischen Kunstbewegung Futurismus an. Seine Texte und Zeichnungen von 1916/1917 werden vom Kunsthistorischen Institut in Florenz dem Futurismus zugerechnet. Er nahm am Ersten Weltkrieg teil, wurde verwundet und für seine Verdienste mit der Tapferkeitsmedaille ausgezeichnet.
Manni war als politischer Journalist und Autor tätig. Er bearbeitete den von den Arditi vielfach modifizierten Text des Liedes Giovinezza, interpretierte ihn neu und veröffentlichte ihn. Die zwischen 1919 und 1921 entstandene Version wurde zur faschistischen Hymne Inno Trionfale del Partito Nazionale Fascista, die ab 1922 als Abschluss von Veranstaltungen der Partito Nazionale Fascista gesungen wurde, und nach 1932 bei offiziellen Anlässen nach der damaligen italienischen Nationalhymne zu intonieren war. Der Refrain von Manni lautete: „Giovinezza, giovinezza / Primavera di bellezza.“ (Jugend, Jugend / Frühling der Schönheit.) Die von der Partei autorisierten Verse verfasste 1925 Salvatore Gotta. Laut Wolfgang Altgeld war Manni nach einer Entscheidung der PNF 1925 als Arrangeur von „La Giovinezza“ anerkannt.
Manni schrieb u. a. in dem faschistischen Periodikum Augustea politica, economia, arte, das Franco Ciarlantini, der Pressechef der PNF, 1925 in Rom gegründet hatte. In der Edizioni Augustea erschien auch 1942 sein letztes politisches Buch Due Rivoluzioni, due Capi.
1949 gründete er die Weinzeitschrift „Il Torchio“ und die Zeitung „L’Oleario“, die sich dem Olivenanbau und der Ölindustrie widmete, und leitete sie bis zu seinem Tod.

## Veröffentlichungen
- Il Canto degli Arditi. Edizioni Manno Manni, Florenz 1921
- Camion. Trimarchi, Palermo 1935
- Due Rivoluzioni, due Capi. Edizioni Augustea, Rom 1942
- Enciclopedia italiana della vite e del vino. Agraria, Rom 1947 und 1949